# Thomas Annan
Thomas Annan (Dairsie (Fife), 1829 — Lenzie, 14 december 1887) was een Schots fotograaf, vooral actief in de decennia 1855-1875.

## Leven en werk
Annan ging als jongeling in de leer bij een lithograaf in Cupar. Nadat hij een patent had gekregen op een fotografeer-proces verhuisde hij naar Glasgow en begin er in 1857 een fotostudio.
Aanvankelijk fotografeerde Annan vooral architectonische onderwerpen, met name oude landhuizen en kastelen. Later legde hij zich ook toe op het maken van portretten en verwierf bekendheid met zijn foto’s van David Livingstone en Horatio McCulloch. Ook maakte hij veel stadsgezichten van Glasgow. In 1866 kreeg Annan van het stadsbestuur opdracht om de sloppen van Glasgow te fotograferen, die op de nominatie stonden om gesloopt te worden. Het resulteerde in een reeks foto’s die een uniek tijdsbeeld geven van het Glasgow in de jaren zestig van de negentiende eeuw.
Annan was een der eersten die uitgebreid foto’s maakte van schilderwerken, bij wijze van reproductie.
Annan was de vader van James Craig Annan, die het werk van zijn vader voortzette. Het familiebedrijf bestaat tot op de dag van vandaag, thans onder de naam “Annan Fine Art Gallery”, West End, Glasgow.

## Overlijden
Annan maakte zelf een einde aan zijn leven.

## Galerij

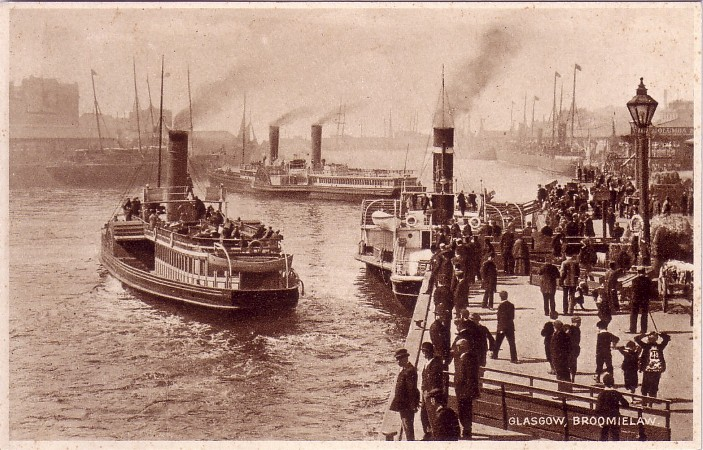
Daniel-Adamson-Benmore and Iona, 1870
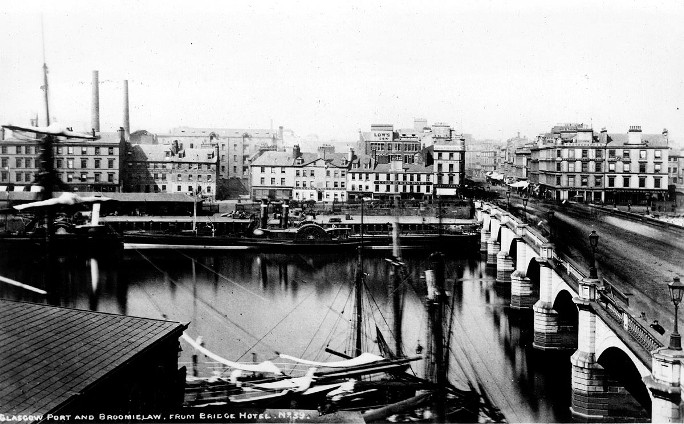
Glasgow Bridge, 1865
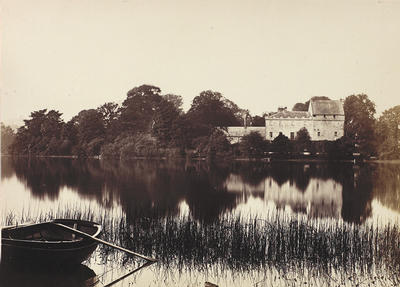
Bardowie Castle, 1870
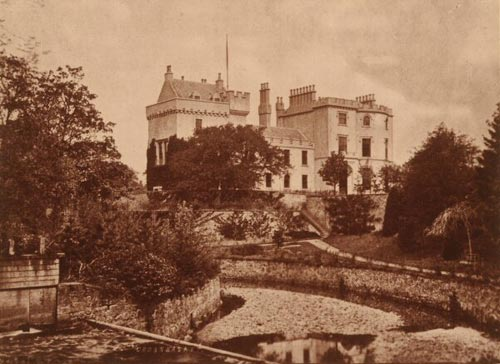
Crossbasket House, 1870
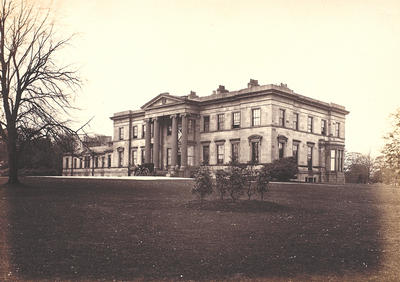
Blythswood house
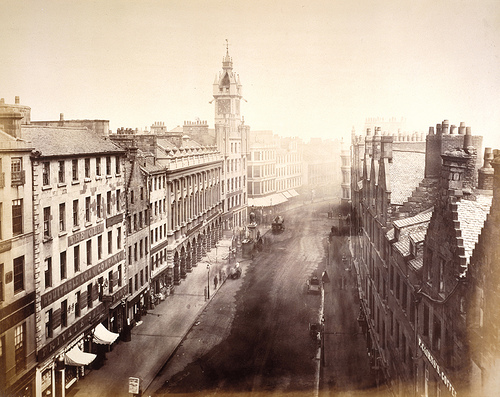
Trongate from Tron Steeple
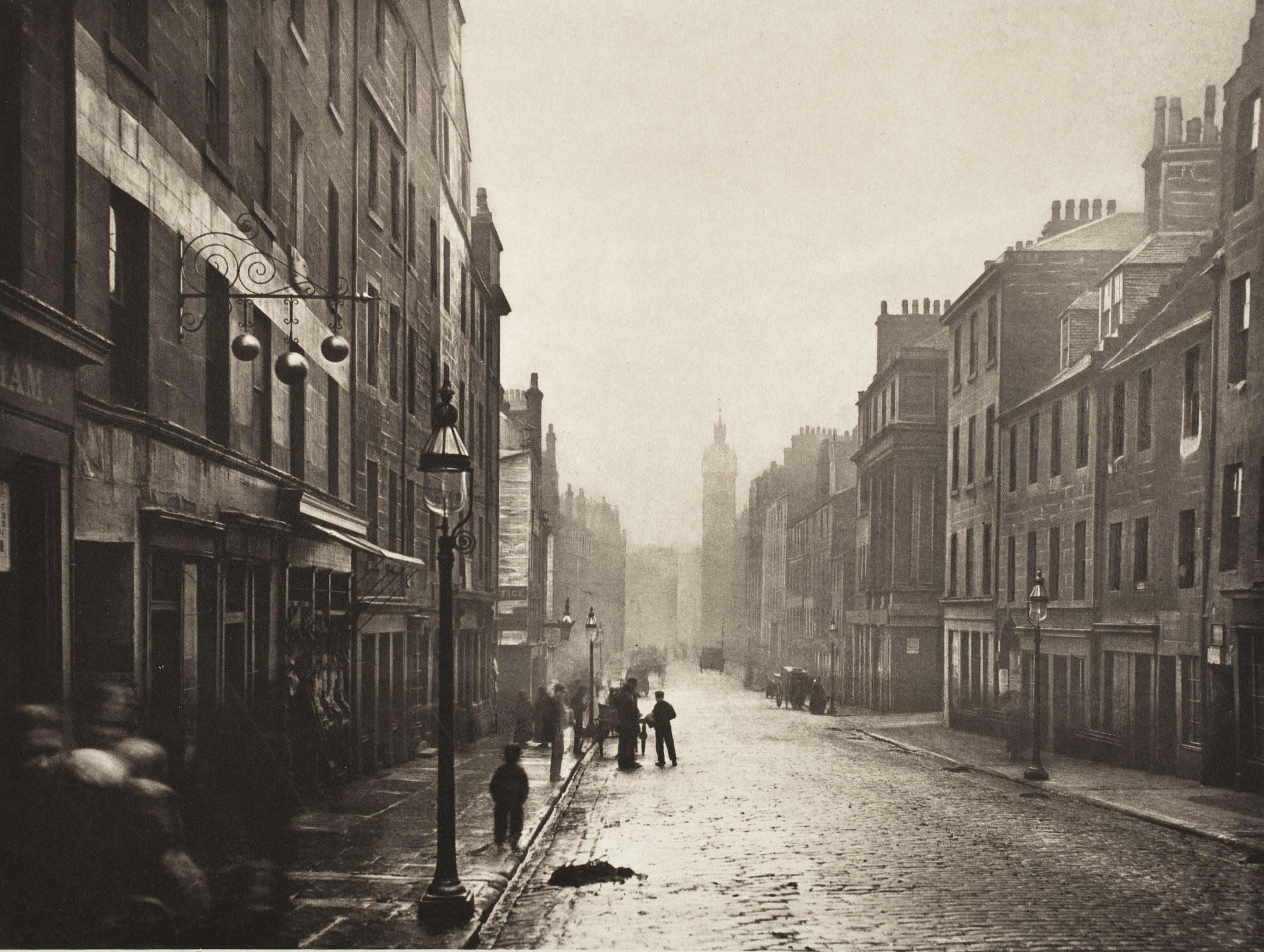
High Street Glasgow
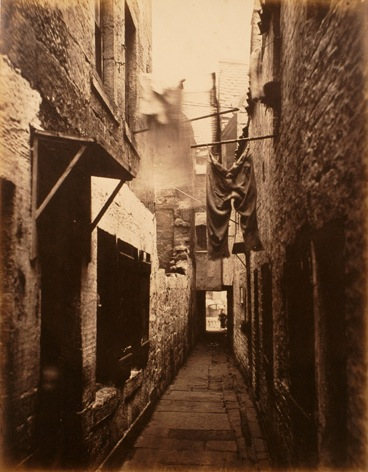
Slum in Glasgow
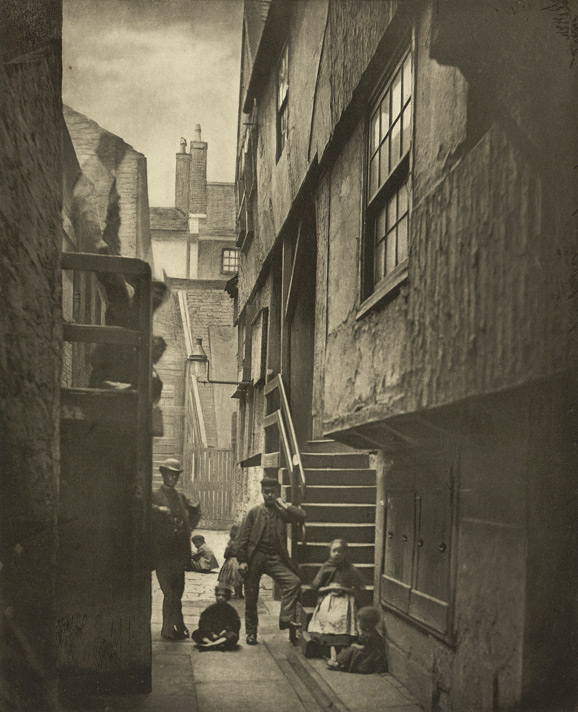
Slum in Glasgow
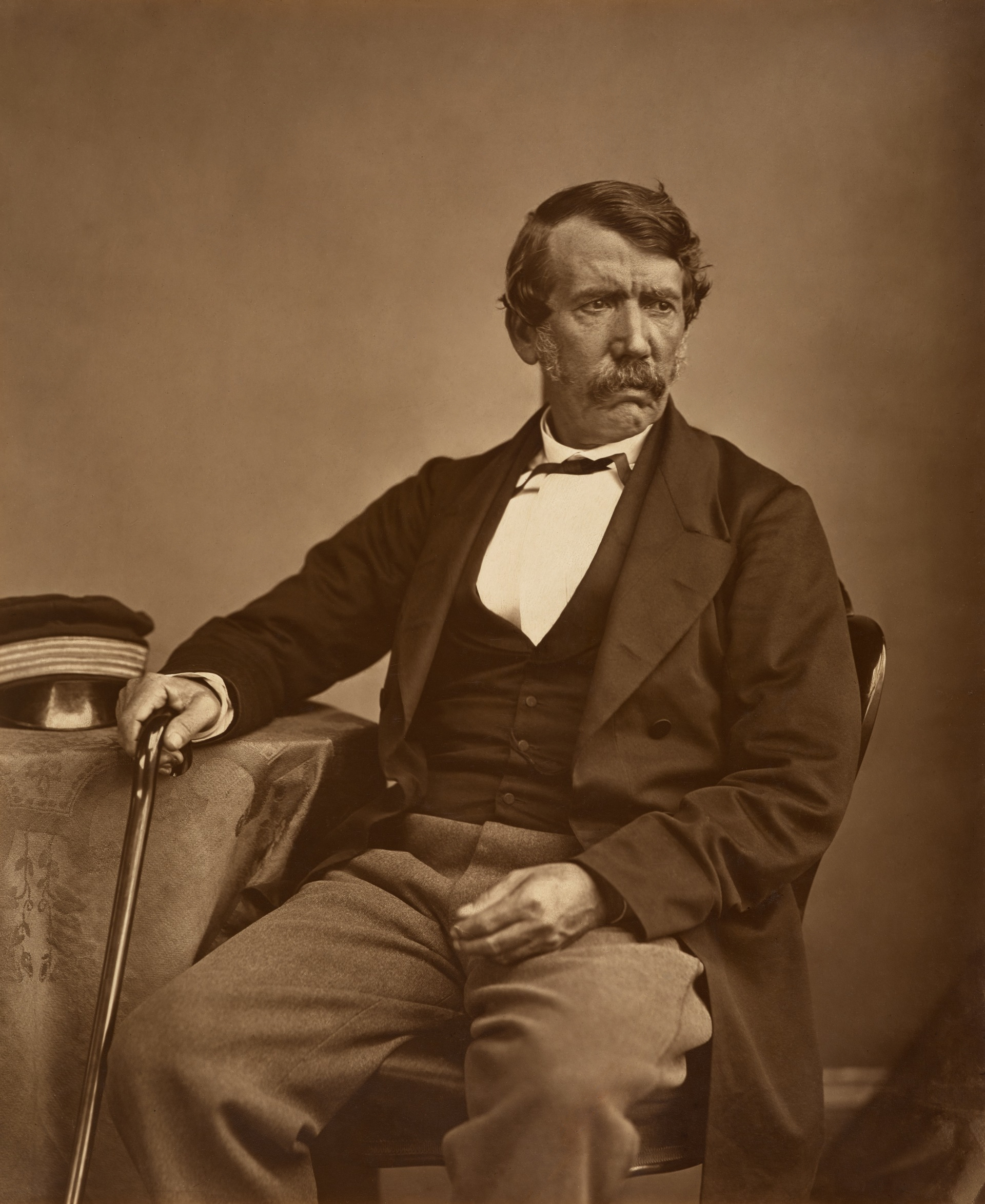
David Livingstone